# Ablain-Saint-Nazaire
Ablain-Saint-Nazaire ist eine französische Gemeinde mit 1966 Einwohnern (Stand 1. Januar 2022) im Département Pas-de-Calais in der Region Hauts-de-France (zuvor Nord-Pas-de-Calais). Sie gehört zum Arrondissement Lens und zum Gemeindeverband Lens-Liévin. Der Saint-Nazaire ist ein Bach oberhalb der Deûle, der das Dorf durchquert.

## Lage
Die Gemeinde Ablain-Saint-Nazaire liegt im Osten des Artois, zehn Kilometer südwestlich der Innenstadt von Lens und 13 Kilometer nördloich von Arras. 

## Bevölkerung
Die Einwohnerzahl schwankte während des 19. Jahrhunderts bei einem leichten Anstieg der Bevölkerung. Nachdem sie nach der Jahrhundertwende 1900 bis zum Ersten Weltkrieg stark angestiegen war, sank die Einwohnerzahl bis 1921 um über 20 %. Seitdem ist die Bevölkerung kontinuierlich auf den heutigen Stand angestiegen.
| Jahr                       | 1962 | 1968 | 1975 | 1982 | 1990 | 1999 | 2006 | 2015 | 2022 |
| -------------------------- | ---- | ---- | ---- | ---- | ---- | ---- | ---- | ---- | ---- |
| Einwohner                  | 1295 | 1293 | 1388 | 1482 | 1715 | 1843 | 1887 | 1786 | 1966 |
| Quellen: Cassini und INSEE |      |      |      |      |      |      |      |      |      |

## Sehenswürdigkeiten
In der Gemeinde liegt der Soldatenfriedhof „Notre-Dame-de-Lorette“, auf dem Gefallene des Ersten Weltkriegs – unter anderem aus der Lorettoschlacht von 1915 – ruhen, 20.000 Soldaten in Einzelgräbern und in Beinhäusern die Überreste von noch einmal über 20.000 Gefallenen. Auf dem muslimischen Gräberfeld sind 576 Gräber nach Mekka ausgerichtet. Mit einer Größe von 13 Hektar ist er der größte französische Soldatenfriedhof aus dem Ersten Weltkrieg. In der Mitte des Friedhofs steht das 52 m hohe Mémorial de Notre-Dame-de-Lorette. Ebenfalls auf dem Gelände befindet sich die Basilika Notre-Dame-de-Lorette in romano-byzantinischen Stil, die 1925 eingeweiht wurde. 2014 wurde das kreisförmig angelegte internationale Gefallenenmahnmal mit fast 580.000 eingravierten Namen von Gefallenen eröffnet.
Ein weiteres Mahnmal ist die ehemalige Kirche aus dem 16. Jahrhundert, die 1915 wie der ganze Ort zerstört wurde. Anders als die Häuser der Bewohner wurde die Kirche nicht wieder errichtet, sondern ist als Ruine ein Mahnmal an die Schrecken des Krieges.

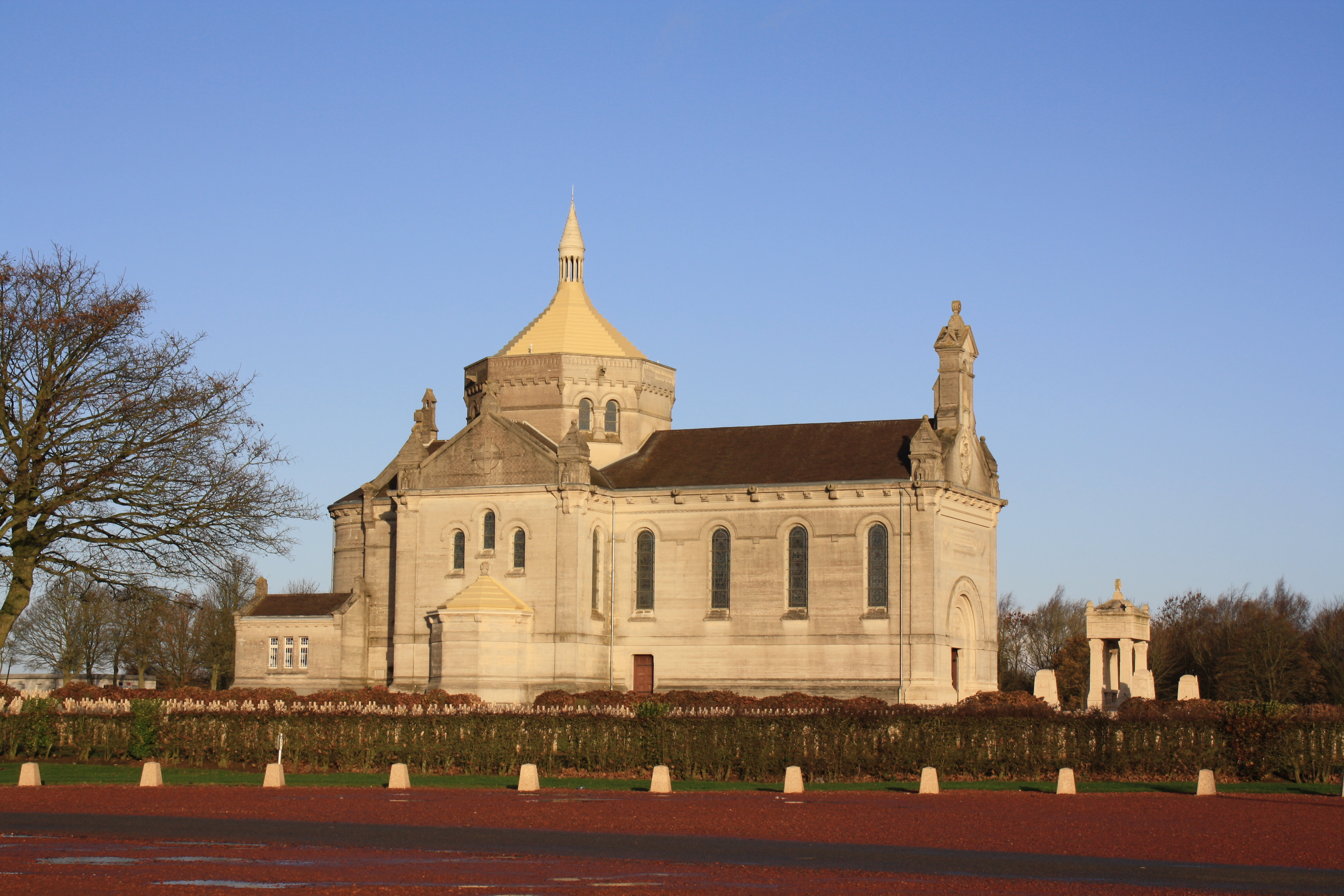
Kirche Notre-Dame-de-Lorette
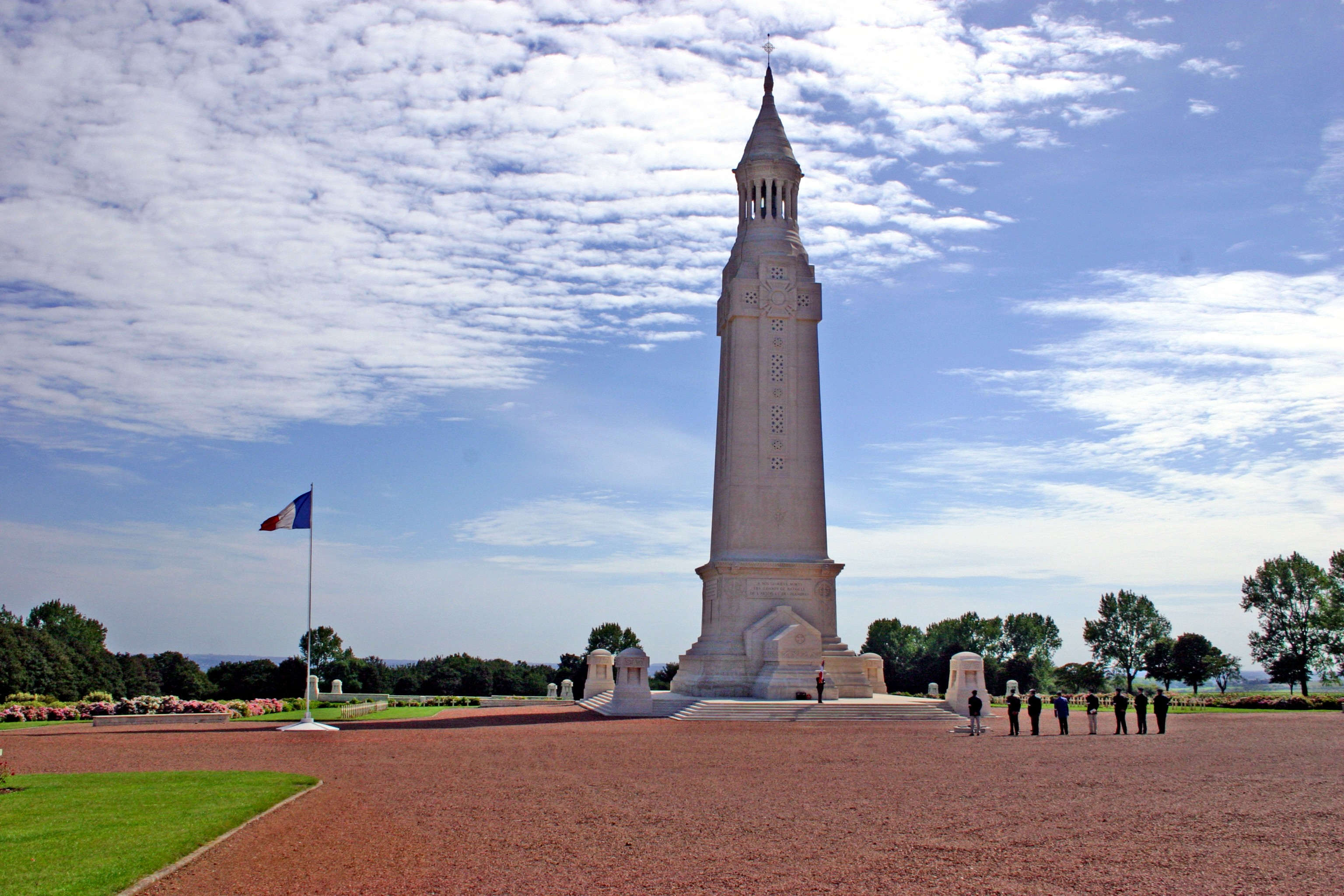
Mahnmal Notre-Dame-de-Lorette
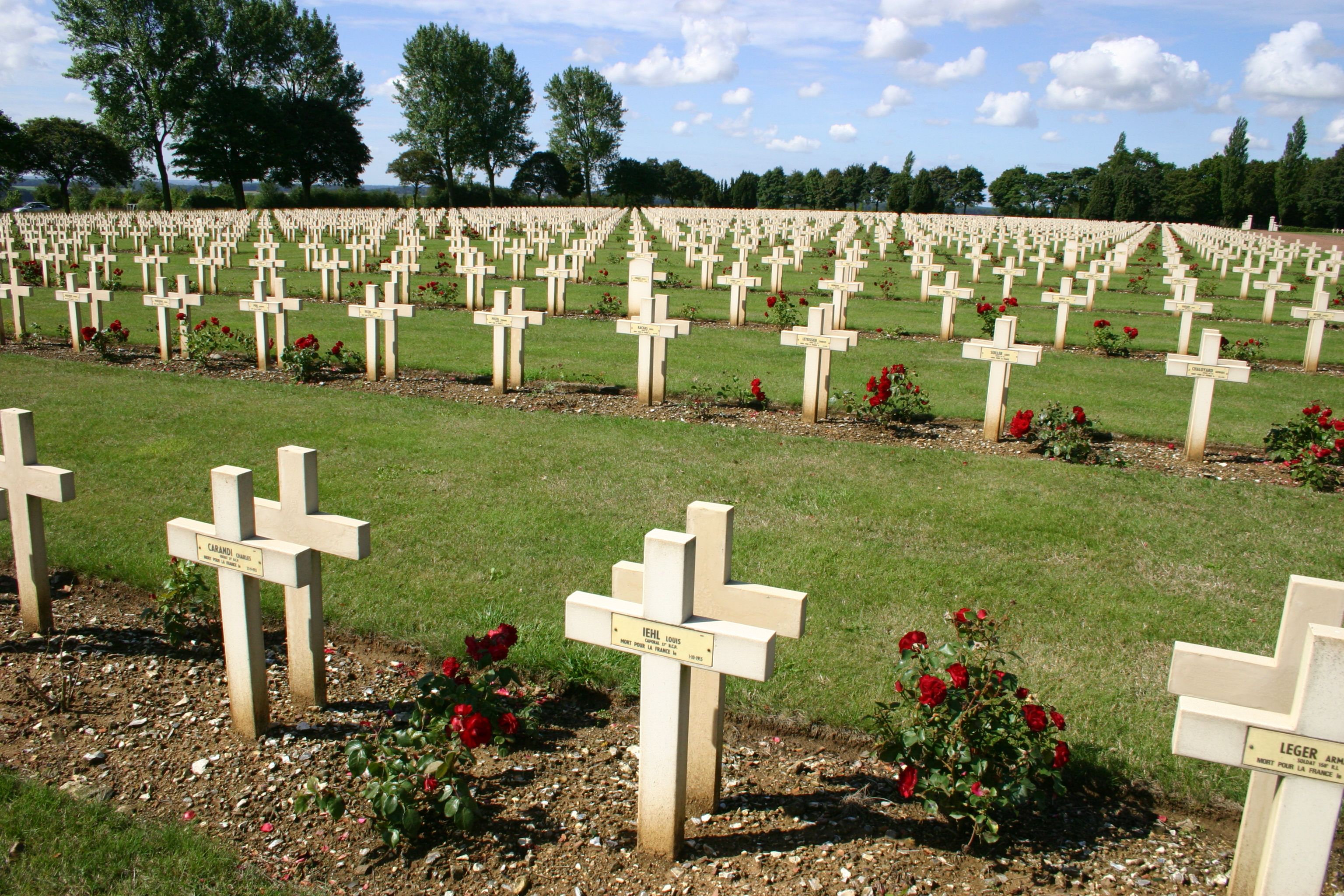
Französischer Soldatenfriedhof
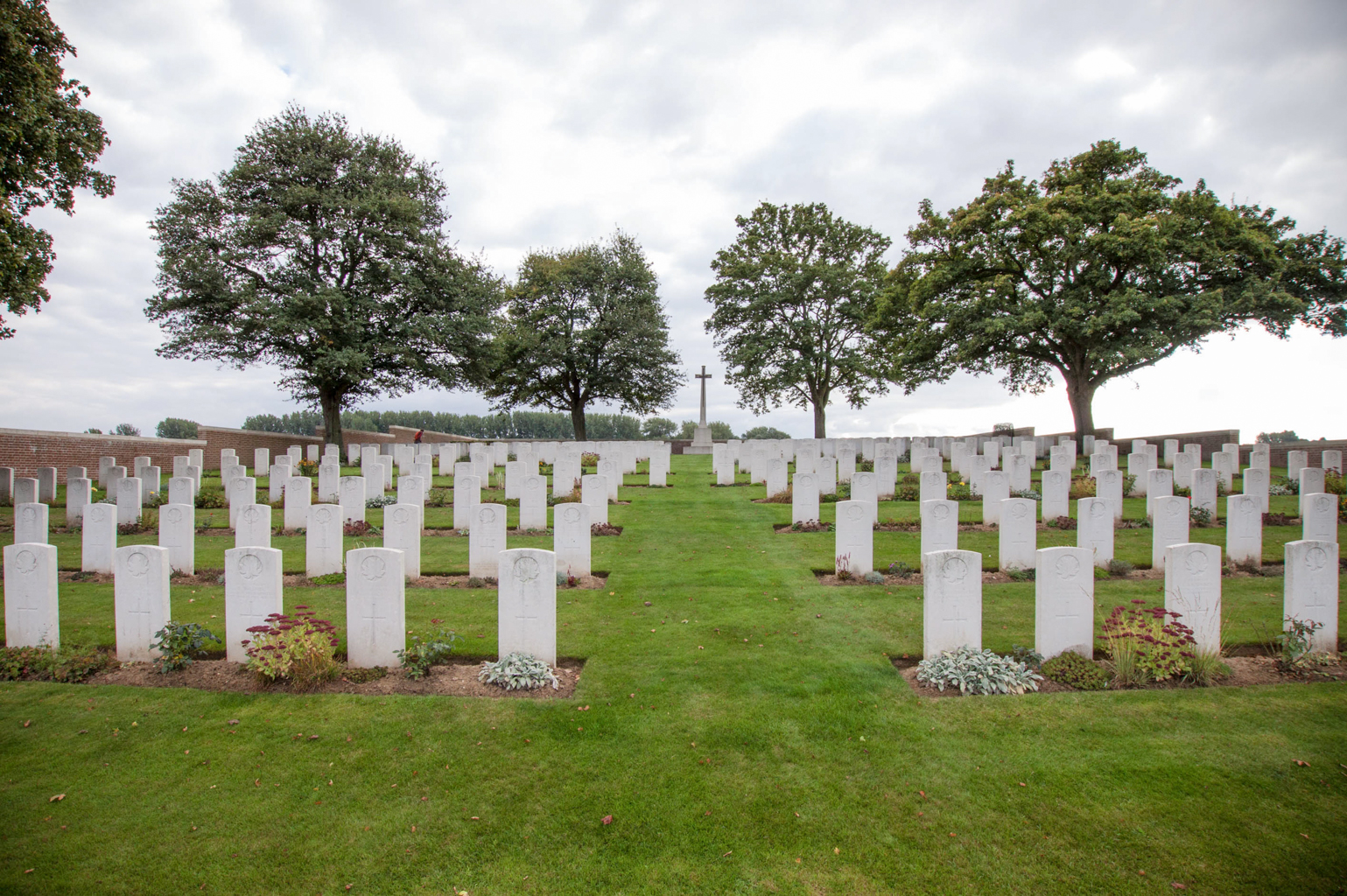
Soldatenfriedhof des Commonwealth
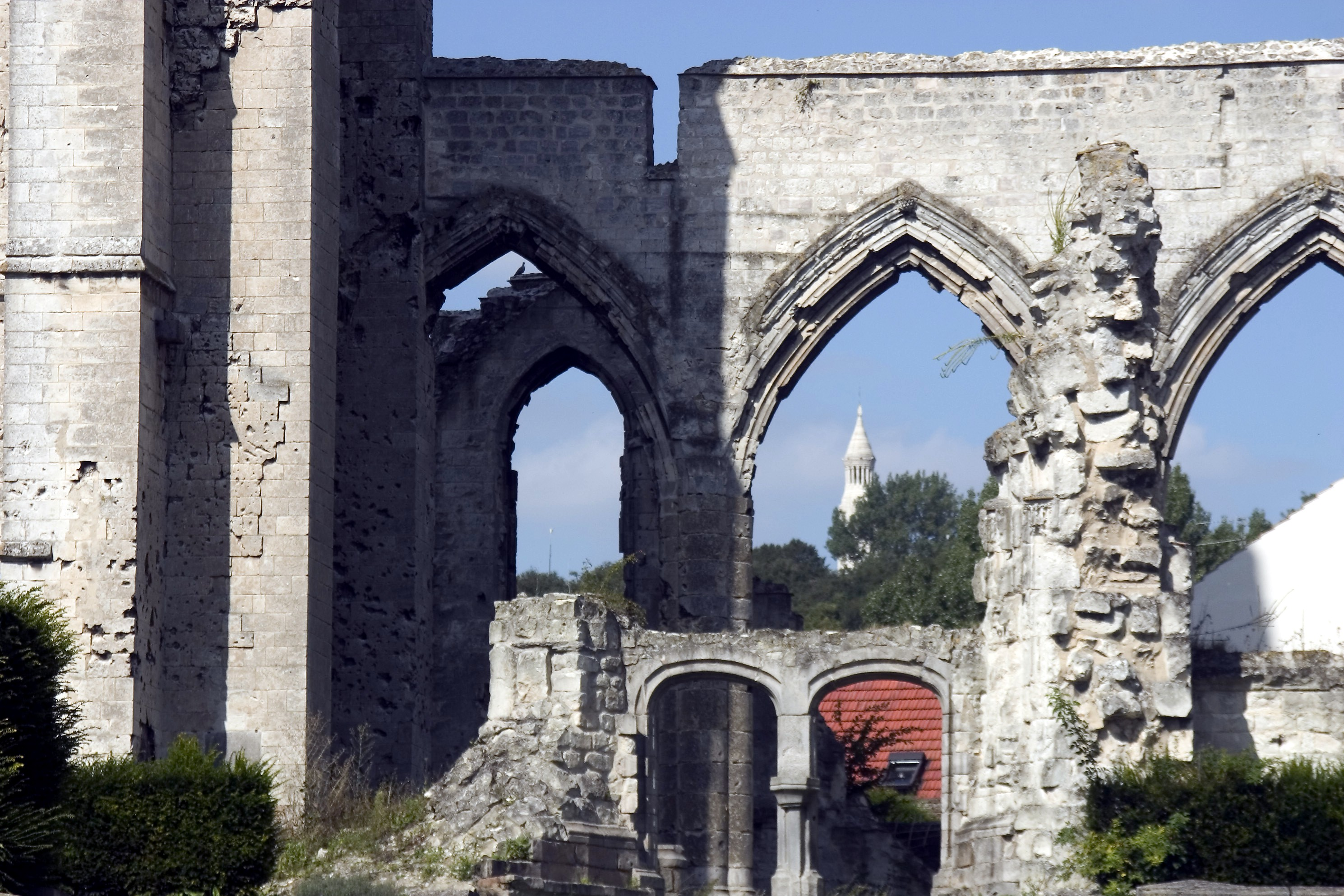
Kirchenruine